# Sténio Nivaldo Matos dos Santos
Sténio Nivaldo Matos dos Santos, noto semplicemente come Sténio (Mindelo, 6 maggio 1988), è un ex calciatore capoverdiano, di ruolo centrocampista.

## Carriera

### Club
Ha iniziato la propria carriera a Capo Verde. Dal 2010 gioca in Portogallo per il Feirense.

### Nazionale
Con la nazionale capoverdiana ha preso parte alla Coppa d'Africa 2013.

## Palmarès

### Club

#### Competizioni nazionali
- Coppa di Bulgaria: 1

Černo More Varna: 2014-2015